# جان كارات
جان كارات (بالسريانية : ܓܐܢ ܟܐܪܐܬ) هو مغن سرياني اشتهر بين السريان بغنائه الذي اعتمد على الألحان التقليدية.
ولد في مدينة القامشلي سنة 1949 وعاش فيها  طيلة حياته حتى وفاته سنة 2003. اشتهر بعد أغاني سريانية باللهجة الغربية مثل "ܒܐ ܕܪܒܐ ܠܩܝܢܗ" (بوداربو لوقينا، التقيتها على هذا الطريق) و"ܫܠܡܐ ܠܟ ܐܘ ܚܠܝܬܐ ܐܙܠܐ" (شلوم لخ أو حليثو إيزلو، السلام عليك يا إيزل الحلوة). بالإضافة إلى السريانية غنى جان كارات باللهجة الماردلية العربية ومن أشهر أغانيه بهذه اللهجة «مدللتي» و «شمس حياتي». توفي في 7 كانون الأول سنة 2003 عن عمر يناهز الرابعة والخمسين.
إلى جانب الغناء عرف عن جان كارات جمال خطه السرياني فكان يقوم بخط بعض اللافتات لمختلف الفعاليات الدينية والاجتماعية.